# Randolph Marshall Bell
Randolph Marshall Bell (* 1947) ist ein US-amerikanischer Diplomat.

## Ausbildung
Randolph Bell absolvierte das College of William & Mary und die Cambridge University.

## Diplomatische Karriere
1972 trat er in den Auslandsdienst der Vereinigten Staaten ein. Im Zuge seiner ersten diplomatischen Tätigkeiten kam er nach Frankfurt, Prag und Wien. Er schloss seine Forschungen der Erweiterten Osteuropastudien am Auslandsdienst-Institut ab und besuchte die National Defense University (NDU) in Washington, D.C. Von 1984 bis 1985 wurde Bell dem Büro des Verteidigungsministers zugeteilt, wo er an politischen Angelegenheiten der Sowjetunion und Osteuropas arbeitete. Zwischen 1985 und 1988 war als politischer und wirtschaftlicher Berater in Prag positioniert und von 1989 bis 1993 als politischer Berater in Brüssel. 1993 bis 1996 leitete er die Abteilung für russische und eurasische Angelegenheiten im Bureau of Intelligence and Research (INR).
Aufgrund seiner Tätigkeiten als Leiter des Büros für Großbritannien-, Irland- und Benelux-Angelegenheiten von 1996 bis 1999 und Leiter des Österreich-, Deutschland- und Schweiz-Büros von 2000 bis 2002 konnte sich Bell ein exzellentes Wissen transatlantischer Beziehungen aneignen.

## Engagement für Vergangenheitsbewältigung
Randolph Bell leistete einen signifikanten Beitrag im Zuge der EU-Sanktionen gegen Österreich, indem er versicherte, dass die US-Regierung Österreich fair behandeln würde. Im Jahr 2000 arbeitete Bell im Zuge der österreichisch-amerikanischen Verhandlungen bezüglich der bilateralen Wiedergutmachungsvereinbarungen für die Zwangs- und Sklavenarbeiter im Zweiten Weltkrieg eng mit dem stellvertretenden US-Finanzminister Stuart E. Eizenstat zusammen.
Ferner engagierte er sich 2001 bei den Restitutionsverhandlungen von „arisierten“ Besitztümern, die in jener Zeit von den Nationalsozialisten konfisziert wurden. In seiner darauffolgenden Tätigkeit als Leiter der Holocaust-Abteilung im US-Außenministerium war seine Kompetenz bei der Umsetzung dieser beiden Abkommen unschätzbar wichtig.

## Sonstiges
Zurzeit ist Randolph Bell unter anderem Geschäftsführer des 'World Affairs Council of Greater Richmond', Kuratoriumsmitglied des 'Council for America’s First Freedom' und offizieller Unterstützer des Virginia Holocaust Museums in Richmond.
Bell spricht Deutsch, Französisch und Tschechisch, ist verheiratet und hat einen Sohn.

## Ehrungen und Auszeichnungen
- Bell wurde viermal allein und einmal in einer Gruppe mit dem Department of State's Superior Honor Award ausgezeichnet.
- Am 25. Februar 2004 wurde Bell von der österreichischen Botschafterin Eva Nowotny in Washington das Große Silberne Ehrenzeichen für die Verdienste um die Republik Österreich verliehen.[1]